# Nenad Džodić
Nenad Džodić est un footballeur serbe naturalisé français, international yougoslave, né le 4 janvier 1977 à Belgrade en Yougoslavie (aujourd'hui en Serbie).
Il est le père de Stefan Džodić, lui aussi défenseur, qui a connu sa première titularisation en Ligue 1 avec le Montpellier Hérault Sport Club, le 15 septembre 2024, face au Stade Rennais.

## Biographie

### Carrière en club
Évoluant au poste de défenseur central, il commence sa carrière professionnelle au FK Zemun en 1995. Après deux premières saisons prometteuses, il signe en France au Montpellier Hérault Sport Club où il restera pendant sept ans avant de partir pour l'AC Ajacco lors de la descente des Héraultais en 2004. Après trois saisons en Corse et une nouvelle descente en Ligue 2, il revient au Montpellier Hérault SC pour finir sa carrière et devient même capitaine de la nouvelle génération pailladine qui remonte en Ligue 1 en 2009. Le 26 octobre 2011, il annonce qu'il met fin à sa carrière à cause de blessures récurrentes à la cuisse qu'il ne parvient pas à soigner.
Nenad Džodić compte à son palmarès une victoire en coupe Intertoto en 1999 et le titre de vice-champion de Ligue 2 de 2009.
Il obtient la nationalité française durant sa carrière.

### Après-carrière
À la suite de sa retraite sportive Nenad Džodić intègre la cellule de recrutement du Montpellier HSC.

## Statistiques et palmarès

### En équipe nationale
Nenad Džodić totalise cinq capes avec l'équipe de RF Yougoslavie. Il n'a participé qu'à des rencontres amicales.
| Date             | Adversaire         | Score           | Compétition  | Lieu                                       | Commentaires                       |
| ---------------- | ------------------ | --------------- | ------------ | ------------------------------------------ | ---------------------------------- |
| 13 février 2002  | Mexique            | 2-1             | Match amical | Bank One Ballpark, Phoenix, États-Unis     | Remplaçant (entre à la 46e minute) |
| 27 mars 2002     | Brésil             | 0-1             | Match amical | Castelão, Fortaleza, Brésil                | Remplaçant (entre à la 75e minute) |
| 19 mai 2002      | Russie             | 1-1 (tab : 6-5) | Match amical | Stade Dynamo, Moscou, Russie               | Titulaire                          |
| 21 août 2002     | Bosnie-Herzégovine | 2-0             | Match amical | Stade Koševo, Sarajevo, Bosnie-Herzégovine | Remplaçant (entre à la 66e minute) |
| 6 septembre 2002 | Tchéquie           | 0-5             | Match amical | Stade Letná, Prague, République tchèque    | Remplaçant (entre à la 46e minute) |

### En club
| Saison                | Club                  | Championnat           | Championnat | Championnat | Coupe nationale | Coupe nationale | Coupe de la Ligue | Coupe de la Ligue | Compétition(s) continentale(s) | Compétition(s) continentale(s) | Compétition(s) continentale(s) | Total | Total |
| Saison                | Club                  | Division              | M.          | B.          | M.              | B.              | M.                | B.                | Comp.                          | M.                             | B.                             | M.    | B.    |
| 1995-1996             | FK Zemun              | SuperLiga             | 21          | 1           | -               | -               | -                 | -                 | -                              | -                              | -                              | 21    | 1     |
| 1996-1997             | FK Zemun              | SuperLiga             | 28          | 1           | -               | -               | -                 | -                 | CI                             | 1                              | 0                              | 29    | 1     |
| 1997-1998             | Montpellier HSC       | Division 1            | 8           | 0           | -               | -               | 1                 | 0                 | CI                             | 1                              | 0                              | 10    | 0     |
| 1998-1999             | Montpellier HSC       | Division 1            | 16          | 1           | 1               | 0               | 3                 | 1                 | -                              | -                              | -                              | 20    | 2     |
| 1999-2000             | Montpellier HSC       | Division 1            | 19          | 1           | 1               | 0               | 2                 | 1                 | CI                             | 7                              | 4                              | 29    | 6     |
| 2000-2001             | Montpellier HSC       | Division 2            | 25          | 0           | 2               | 0               | 1                 | 0                 | -                              | -                              | -                              | 28    | 0     |
| 2001-2002             | Montpellier HSC       | Division 1            | 31          | 0           | 1               | 0               | 1                 | 0                 | -                              | -                              | -                              | 33    | 0     |
| 2002-2003             | Montpellier HSC       | Ligue 1               | 21          | 0           | 1               | 0               | 1                 | 0                 | -                              | -                              | -                              | 23    | 0     |
| 2003-2004             | Montpellier HSC       | Ligue 1               | 24          | 1           | 2               | 0               | 1                 | 0                 | -                              | -                              | -                              | 27    | 1     |
| 2004-2005             | AC Ajaccio            | Ligue 1               | 26          | 1           | 1               | 1               | 1                 | 0                 | -                              | -                              | -                              | 28    | 2     |
| 2005-2006             | AC Ajaccio            | Ligue 1               | 13          | 0           | -               | -               | 3                 | 0                 | -                              | -                              | -                              | 16    | 0     |
| 2006-2007             | AC Ajaccio            | Ligue 2               | 31          | 1           | 2               | 0               | 1                 | 0                 | -                              | -                              | -                              | 34    | 1     |
| 2007-2008             | Montpellier HSC       | Ligue 2               | 36          | 3           | 3               | 0               | 3                 | 0                 | -                              | -                              | -                              | 42    | 3     |
| 2008-2009             | Montpellier HSC       | Ligue 2               | 36          | 2           | 2               | 0               | 1                 | 1                 | -                              | -                              | -                              | 39    | 3     |
| 2009-2010             | Montpellier HSC       | Ligue 1               | 17          | 4           | -               | -               | 1                 | 0                 | -                              | -                              | -                              | 18    | 4     |
| 2010-2011             | Montpellier HSC       | Ligue 1               | 3           | 0           | -               | -               | 1                 | 0                 | -                              | -                              | -                              | 4     | 0     |
| 2011-2012             | Montpellier HSC       | Ligue 1               | -           | -           | -               | -               | -                 | -                 | -                              | -                              | -                              | 0     | 0     |
| Total sur la carrière | Total sur la carrière | Total sur la carrière | 355         | 16          | 16              | 1               | 21                | 3                 | -                              | 9                              | 4                              | 401   | 24    |